# Bujki (rejon ostrowiecki)
Bujki (biał. Буйкі, Bujki; ros. Буйки, Bujki) – wieś na Białorusi, w obwodzie grodzieńskim, w rejonie ostrowieckim, w sielsowiecie Ryteń, w pobliżu granicy z Litwą.

## Warunki naturalne
Wieś położona jest nad rzeką Klewel i w pobliżu jeziora Barańskiego. Graniczy z Rezerwatem Krajobrazowym Jeziora Soroczańskie.

## Historia
W XIX i w początkach XX w. położone były w Rosji, w guberni wileńskiej, w powiecie zawilejskim/święciańskim, w gminie Aleksandrowo. Po I wojnie światowej pod administracją polską, w Zarządzie Cywilnym Ziem Wschodnich. W latach 1920–1922 w składzie Litwy Środkowej.
Od 11 kwietnia 1922 leżały w Polsce, w województwie wileńskim, w powiecie święciańskim, w gminie Aleksandrowo/Żukojnie.
Po II wojnie światowej w granicach Związku Sowieckiego. Od 1991 w niepodległej Białorusi.